# Singhius ehretiae
Singhius ehretiae là một loài côn trùng cánh nửa trong họ Aleyrodidae, phân họ Aleyrodinae.
Singhius ehretiae được Jesudasan & David miêu tả khoa học đầu tiên năm 1991.